# جنبش هویت‌خواهی

لامبدا، نماد جنبش هویت‌خواهی یا آیدنتیتاریانیسم که عمدتاً در اروپا در بزرگداشت نبرد ترموپیل توسط هویت خواهان استفاده می‌شود.

جنبش هویت‌خواهی، هویت‌خواهی یا آیدنتیتاریانیسم (به انگلیسی: Identitarian movement یا Identitarianism) یک ایدئولوژی افراطی راست گرایانهٔ اروپایی در عصر پسا-جنگ جهانی دوم است که مدعی است تنها مردمی که اروپایی هستند، به‌طور اختصاصی نسبت به فرهنگ و قلمروی ادعایی خودشان دارای حق هستند. ایدئولوژی این جنبش که در فرانسه ریشه دارد و بر ایده‌های هستی شناختی فلسفهٔ مدرن آلمان مبتنی شده‌است، از دههٔ ۱۹۶۰ به بعد توسط جستارنویسانی مانند آلن دوبنوا، دومینیک ونر، گیوم فای و رنو کامو که رهبران فکری جنبش محسوب می‌شوند، صورت بندی شده‌است.
اگرچه این جنبش گاهی به ندرت نژادپرستی را محکوم کرده و تکثرگرایی قومی را موعظه می‌کند، اما غالباً چنین استدلال می‌کند که شیوه‌های مشخص وجود که برای گروه‌های مشخص مردم متعارف هستند، عمدتاً بر ایده‌های متفکران انقلاب محافظه کارانهٔ آلمان مبتنی بوده و در برخی موارد از خلال هدایت رهبران راست جدید اروپایی، از نظریات نازی‌ها متأثر هستند.
برخی از آیدنتیتاریانیست‌ها صراحتاً ایده‌های بیگانه‌هراسی و نژادگرایی را با یکدیگر ممزوج می‌کنند، اما غالب آن‌ها از زبان رام شده تری در گفتار عمومی شان استفاده می‌کنند. برخی از آن‌ها در راستای منزوی ساختن مهاجران و شهروندان غیرسفید، از تأسیس یک ناسیونالیسم قومی مبتنی بر نژاد سفید حمایت می‌کنند. جنبش هویت‌خواهی در سال ۲۰۱۹ از سوی اداره فدرال نگهبانی از قانون اساسی آلمان به عنوان یک جریان راست‌گرای افراطی دسته‌بندی شد.
فعالیت این جنبش عمدتاً در اروپا چشمگیر است و اگرچه در اروپای غربی ریشه دارد، اما با فعالیت‌های عمدی افرادی نشیر گیوم فای با سرعت بیشتری در حال شیوع در بخش‌های شرقی این قاره است. این جریان همچنین در میان ناسیونالیست‌های سفیدپوست آمریکای شمالی، استرالیا و نیوزیلند هم طرفدارانی دارد. مرکز حقوقی فقر جنوب ایالات متحده برخی از این سازمان‌ها را به عنوان گروه‌های نفرت پراکن دسته‌بندی کرده‌است.